# Scamillus (Säule)
Der Scamillus ist in der antiken Architektur eine um eine Säule laufende waagerechte Einkerbung, die den Säulenschaft und den Säulenhals (Hypotrachelion) voneinander trennt. Bis zu drei Scamilli können ringförmig untereinander angeordnet am oberen Ende des Säulenschaftes angebracht sein.
Nicht zu verwechseln ist der Scamillus mit den Anuli, die zwischen Säulenhals und Kapitell verlaufen.